# Zambiaanse pond
Het Zambiaanse pond was de munteenheid van Zambia vanaf de onafhankelijkheid in 1964 tot de decimalisatie op 16 januari 1968. Het werd onderverdeeld in 20 shilling, elk 12 pence.

## Geschiedenis
Het Zambiaanse pond verving het Rhodesische en Nyasaland pond tegen pari. Het was 1:1 gekoppeld aan het pond sterling en werd vervangen door de Zambiaanse kwacha tegen een koers van £1 = ZK2 of ZK1 = 10/–.

## Munten
In 1964 werden cupro-nikkel 6d, 1/– en 2/– munten geïntroduceerd, gevolgd door een 5/– munt in 1965 en doorboorde, bronzen 1d munten in 1966.

## Bankbiljetten
In 1964 introduceerde de Bank of Zambia bankbiljetten in coupures van 10/–, £1 en £5.